# Fedorite
La fedorite è un minerale.